# Эчеваррия Гарсиа, Антонио
Эчеваррия Гарсиа, Антонио (исп. Antonio Echevarría García; род. 22 апреля 1973, Тепик, Наярит) — мексиканский бизнесмен и политик. Губернатор Наярита с 19 сентября 2017 года по 18 сентября 2021 года.

## Биография
Эчеваррия Гарсиа родился 22 апреля 1973 года в Тепике, столице штата Наярит в семье бывшего губернатора Антонио Эчеваррии Домингеса и федерального депутата Марты Елены Гарсия. 
Гарсиа — бухгалтер, выпускник Автономного университета Гвадалахары, занимается бизнесом с 17 лет.
В 2013 году стал генеральным директором Grupo Álica.

### Губернатор штата Наярит
В начале 2017 года Эчеваррия объявил, что будет баллотироваться в качестве кандидата на пост губернатора штата на выборах штата в 2017 году, следуя по стопам своего отца Эчеваррии Домингеса, который правил штатом в период с 1999 по 2005 год и был первым губернатором Наярита, который не был активистом Институционно-революционной партии.
Эчеваррия был выдвинут коалицией «Вместе за тебя», состоящей из Партии Национального действия, Партии Демократической революции, Партии труда и местной Партии социалистической революции. Он предал Партию национального действия и передал Морену тем, кого он заставил победить на выборах 2021 года.
В день выборов Эчеваррия, который никогда ранее не занимал никаких государственных должностей, победил кандидата от Институционно-революционной партии, Мануэля Кота Хименеса более чем на одиннадцать процентных пунктов, согласно первым результатам. По окончательным результатам он набрал 30,60 % поданных голосов.